# شارلوت كيرك
 وُلدت شارلوت كيرك (16 يونيو، 1992) ببريطانيا وهي ممثلة وكاتبة أسترالية.

## الحياة المهنية
شاركت كيرك في كتابة فيلم الحساب مع نيل مارشال وقامت بدور البطولة فيه أيضًا.

## الحياة الشخصية
على الرغم من ارتباطها بفضيحتين مع مديرين تنفيذيين في مجال الأفلام، إلا أن حياتها ارتبطت بالملياردير الأسترالي جيمس باكر.

## الخلافات
وبحسب ما ورد، كانت كيرك متورطة في قضايا متعددة مع مديرين تنفيذيين في التلفزيون والأفلام. في مارس 2019 ، تم ربط كيرك باستقالة الرئيس التنفيذي لشركة وارنر برذرز، كيفين تسوجيهارا،  وفي أغسطس 2020، كانت مرتبطة باستقالة نائب رئيس إن بي سي العالمية، رونالد ماير.